# Dedicado a Max
«Dedicado a Max» es el quinto episodio de la quinta temporada de la serie de televisión estadounidense de AMC Better Call Saul, la serie derivada de Breaking Bad. El episodio, escrito por Heather Marion y dirigido por Jim McKay, se emitió el 16 de marzo de 2020 en AMC en Estados Unidos. Fuera de Estados Unidos, se estrenó en el servicio de streaming Netflix en varios países.
En el episodio, Mike se despierta en México en uno de los ranchos de Gus después de la paliza del episodio anterior. Mientras tanto, Jimmy y Kim se acercan en el caso Acker vs. Mesa Verde.

## Trama
Mike se despierta en un rancho justo dentro de la frontera mexicana que es propiedad de Gus e incluye una fuente dedicada a Max. Encuentra que sus heridas de puñaladas fueron tratadas por el Dr. Barry Goodman que le advierte que se cure durante una semana mientras está al cuidado de la señora Cortazar, la ama de llaves y cocinera, antes de intentar volver a Albuquerque. Mike llama a Gus para saber su intención, pero Gus le cuelga. Días después, Gus llega en persona y pide la ayuda de Mike. Este se niega a convertirse en un sicario y dedicarse a matar simplemente para fomentar la guerra de Gus contra los Salamanca, pero Gus dice que quiere a Mike con él porque entiende su necesidad de venganza.
Howard llama a Jimmy y le pregunta si ha considerado la oferta de Howard de unirse a HHM; Jimmy afirma que aún lo está pensando. Jimmy, como Saul, crea retrasos en el desalojo de Everett Acker por Mesa Verde, incluyendo el cambio del número de casa de Acker y alegando que los avisos de desalojo tienen la dirección equivocada, creando artefactos falsos de nativos americanos, plantando material radiactivo de bajo nivel y haciendo pasar una imagen de Jesús pintada con aerosol en la casa de Acker como un milagro a cientos de turistas y fieles religiosos. Kim trata de retirarse del caso alegando un conflicto de intereses debido a la participación de Jimmy, pero Kevin insiste en que se quede. Cuando los asuntos relacionados con el desalojo de Acker llegan a Schweikart & Cokely, Kim los asigna a los asociados de la firma, alegando que ellos tienen experiencia que ella no tiene. Enfrentando más retrasos, Rich anima a Kevin a seguir el plan de Kim de localizar el centro de llamadas de Mesa Verde en un sitio alternativo, pero Kevin demanda firmemente el desalojo de Acker.
Kim se resigna al desalojo de Acker. Jimmy sugiere que podrían encontrar «suciedad» en Kevin y chantajearlo para llegar a un acuerdo, pero también aconseja no hacerlo. Kim decide proceder contra Kevin, y Jimmy está de acuerdo. Después de que Mike rechaza el trabajo, Jimmy contrata a Sobchak, que vigila a Kevin y registra subrepticiamente su casa. Sobchak les dice a Jimmy y Kim que el registro de la casa de Kevin no reveló nada perjudicial. Jimmy despide a Sobchak de su reunión en su oficina en el salón de uñas después de que sus recomendaciones medio serias sobre qué hacer a continuación incluyen el secuestro y el asesinato. La sonrisa de Kim mientras mira las fotos de Sobchak indica que ha encontrado algo que puede usar contra Kevin. Al día siguiente Rich le sugiere a Kim que se retire temporalmente de todos los negocios de Mesa Verde, deduciendo correctamente que su corazón no está en ello, pero ella se niega airadamente.

## Producción
En el pódcast Better Call Saul Insider, el showrunner Peter Gould dijo que las escenas de Mike en este episodio estaban parcialmente inspiradas en el programa de televisión The Prisoner. Gould dijo que aunque Mike no estaba atrapado en la villa de Gus como en The Prisoner, la idea de estar atrapado en un lugar y usar eso como una forma de autoreflexión ayudó a mover el personaje de Mike de lo que se estableció dentro de Better Call Saul hacia lo que la audiencia había llegado a conocer dentro de Breaking Bad, a través de Gus mostrando a Mike un lado más personal mientras estaba de pie junto a la fuente que recuerda a Gus de Max. Giancarlo Esposito, que interpreta a Gus, describió en una entrevista con Variety que la idea del escenario de la villa era que Gus compartiera con Mike la idea de la utopía que Gus quería, una en la que podría ser necesario hacer cumplir la ley a través de los guardias armados, pero por lo demás todo el mundo era libre de disfrutar de la vida. Esposito dijo que la escena era para tratar de mostrarle a Mike cómo este escenario contrastaba con lo que sucedía con los eventos en Albuquerque con Lalo interrumpiendo las operaciones de Gus, y por qué Gus necesitaba reclutar a Mike para ayudar.

## Recepción

### Audiencias
Al emitirse, el episodio recibió 1,45 millones de espectadores en Estados Unidos, y una audiencia de 0,4 millones entre adultos de 18 a 49 años. Teniendo en cuenta la audiencia Live+7, el episodio tuvo un total de 3,00 millones de espectadores en Estados Unidos y una audiencia de 0,9 millones entre adultos de 18 a 49 años.

### Respuesta crítica
«Dedicado a Max» fue bien recibido por los críticos. En Rotten Tomatoes recibió una perfecta aprobación del 100%, basándose en 14 reseñas con una calificación media de 7,93/10. El consenso crítico dice: «Todo se está juntando en «Dedicado a Max», una entrega de llamadas que expande de manera emocionante los personajes de Mike y Kim, con la destacada actuación de Rhea Seehorn».